# Nguyễn Mạnh Tuấn
Nguyễn Mạnh Tuấn (sinh 1945) là một nhà văn và nhà biên kịch người Việt Nam. Các tác phẩm nổi tiếng của ông là Đứng trước biển, Đời hát rong, Phần hồn,... Nguyễn Mạnh Tuấn từng nhận được nhiều giải thưởng quan trọng như Cánh diều vàng, Giải thưởng truyền hình HTV,...

## Đời tư
Nguyễn Mạnh Tuấn có vợ là nhà báo Hà Phương, hai người từng cùng nhau đi dự buổi giao lưu sách của Trần Tiến năm 2016.

## Danh sách cuốn sách

### Tiểu thuyết
- Những khoảng cách còn lại, Nhà xuất bản Văn Nghệ TP.HCM (1980)
- Đứng trước biển, Nhà xuất bản Văn Nghệ TP.HCM (1982)
- Cù lao tràm, Nhà xuất bản Văn Nghệ TP.HCM (1985)
- Yêu như là sống, Nhà xuất bản Hải Phòng (1988)
- Ngoại tình, Nhà xuất bản Quảng Ninh (1989)
- Nền móng (1990)
- Bốn bàn tay trắng (1991)
- Đời hát rong (1992)
- Phần hồn, Nhà xuất bản Thanh Niên (1994)

### Truyện ngắn
- Người bạn tôi yêu, Nhà xuất bản Lao Động (1976)
- Tôi vần về nhà máy cũ, Nhà xuất bản Thanh Niên (1978)
- Năm hòa bình đầu tiên (1978)
- Người đứng gác ngã tư đường phố (1982)
- Hành khúc ngày và đêm (1984)
- Giữa bình thường (1985)
- Tất cả đàn ông đều thế (1994)
- Khỏa thân (2007)

## Tác phẩm

### Điện ảnh
- Xa và gần (1983)
- Hải Đường Trắng (1994)
- Sinh mệnh (2006)
- Trúng số (2015)
- Và các phim điện ảnh khác...

### Truyền hình
- Tội phạm (1999)
- Blouse trắng (2002)
- Nghề báo (2006)
- Ninh Thạnh Lợi - Đất và lửa (2006)
- Huyền sử thiên đô (2011)
- Công nghệ thời trang (2011)
- Thái sư Trần Thủ Độ (2012)
- Và các phim truyền hình khác...

## Giải thưởng
| Năm  | Giải thưởng                          | Hạng mục                                        | Tác phẩm đề cử       | Kết quả   | Chú thích |
| ---- | ------------------------------------ | ----------------------------------------------- | -------------------- | --------- | --------- |
| 1985 | Liên hoan phim Việt Nam lần thứ 7    | Biên kịch xuất sắc                              | Xa và gần            | Đoạt giải | [ 1 ]     |
| 2003 | Liên hoan phim Việt Nam - lần thứ 14 | Biên kịch điện ảnh xuất sắc                     | Lưới trời            | Đoạt giải | [ 2 ]     |
| 2006 | Cánh diều vàng                       | Biên kịch xuất sắc phim truyện điện ảnh         | Sinh mệnh            | Đoạt giải | [ 3 ]     |
| 2011 | Cánh diều vàng                       | Biên kịch xuất sắc nhất phim truyện truyền hình | Công nghệ thời trang | Đoạt giải | [ 4 ]     |
| 2012 | Cánh diều vàng                       | Biên kịch xuất sắc nhất phim truyện truyền hình | Thái sư Trần Thủ Độ  | Đoạt giải | [ 4 ]     |
| 2012 | Giải thưởng truyền hình HTV          | Nghệ sĩ cống hiến                               |                      | Đoạt giải | [ 5 ]     |
| 2015 | Cánh diều vàng                       | Biên kịch xuất sắc nhất phim truyện điện ảnh    | Trúng số             | Đoạt giải | [ 3 ]     |